# Piotrówka (dopływ Białej Lądeckiej)
 Piotrówka – potok górski w Sudetach Wschodnich, w Krowiarkach, w woj. dolnośląskim, lewobrzeżny dopływ Białej Lądeckiej

## Charakterystyka
Górski potok o długości ok. 10,7 km, lewy dopływ Białej Lądeckiej należący do dorzecza Odry i zlewiska Morza Bałtyckiego.
Źródła potoku położone są w środkowo-północnej części Krowiarek na wysokości 590 m n.p.m., na popłudniowym zboczu wzniesienia Różanka, w lesie świerkowym regla dolnego na południe od Trzebieszowic. W strefie źródliskowej potok płynie w kierunku południowo-zachodnim po 600m skręca dużym łukiem w kierunku północno-zachodnim i niewielką zalesioną doliną równolegle do Kowalskiej Ścieżki przebiegającej po północno-wschodniej stronie płynie w kierunku wzniesienie Skałeczna. Na wysokości 710 m n.p.m. potok od strony zachodniej opływa wzniesienie i opuszcza zalesiony teren, dalej bezleśną doliną wzdłuż lokalnej drogi Żelazno – Nowy Waliszów płynie w kierunku północno-zachodnim do miejscowości Romanowo. Dalej potok podnóżem zachodniego zbocza wzniesienia Słupiec, wzdłuż drogi płynie w kierunku wsi Żelazno do ujścia. Po przepłynięciu ok. 10,7 kilometra na poziomie ok. 330 m n.p.m. uchodzi w środkowej części Żelazna do Białej Lądeckiej. Zasadniczy kierunek biegu potoku jest północno-zachodni. Jest to potok górski odwadniający znaczny fragment północno-zachodniej części Krowiarek. Koryto potoku kamienisto-żwirowe. Potok w większości swojego biegu płynie niezabudowanym terenem przyjmując wody mniejszych bezimiennych strumieni. W większości swojego biegu potok częściowo uregulowany o wartkim prądzie wody. Brzegi potoku w większości porośnięte są drzewami i krzewami, średnia szerokość 2,3 m. Rzeka w suche lata niesie niewielką ilość wody.

## Dopływy
- kilka bezimiennych strumieni bez nazwy spływających ze zboczy Krowiarek.

## Miejscowości, przez które przepływa
- Romanowo
- Żelazno